# Neolophonotus flavibarbis
Neolophonotus flavibarbis là một loài ruồi trong họ Asilidae. Neolophonotus flavibarbis được Macquart miêu tả năm 1838.